# Criuleni (arrondissement)
Criuleni is een arrondissement van Moldavië. De zetel van het arrondissement is Criuleni. Het arrondissement heeft 73.300 inwoners (01-01-2012).
De 25 gemeenten, incl. deelgemeenten (localitățile), van Criuleni:
- Bălăbănești, incl. Mălăiești en Mălăieștii Noi
- Bălțata, incl. Bălțata de Sus, Sagaidac en Sagaidacul de Sus
- Boșcana, incl. Mărdăreuca
- Cimișeni
- Corjova
- Coșernița
- Criuleni, met de titel orașul (stad), incl. Ohrincea en Zolonceni
- Cruglic
- Dolinnoe, incl. Valea Coloniței en Valea Satului
- Drăsliceni, incl. Logănești en Ratuș
- Dubăsarii Vechi
- Hîrtopul Mare, incl. Hîrtopul Mic
- Hrușova, incl. Chetroasa en Ciopleni
- Ișnovăț
- Izbiște
- Jevreni
- Măgdăcești
- Mașcăuți
- Miclești, incl. Stețcani
- Onițcani
- Pașcani, incl. Porumbeni
- Răculești, incl. Bălășești
- Rîșcova
- Slobozia-Dușca
- Zăicana.